# کاترینا کوستنکو
کاترینا کوستنکو (اوکراینی: Катерина Василівна Костенко؛ زادهٔ ۳۰ ژوئن ۱۹۸۴) اسکیت‌باز نمایشی اهل اوکراین است.وی همچنین از اسکیت‌بازان نمایشی در بازی‌های المپیک زمستانی ۲۰۱۰ بوده است.